# Herbie Flowers

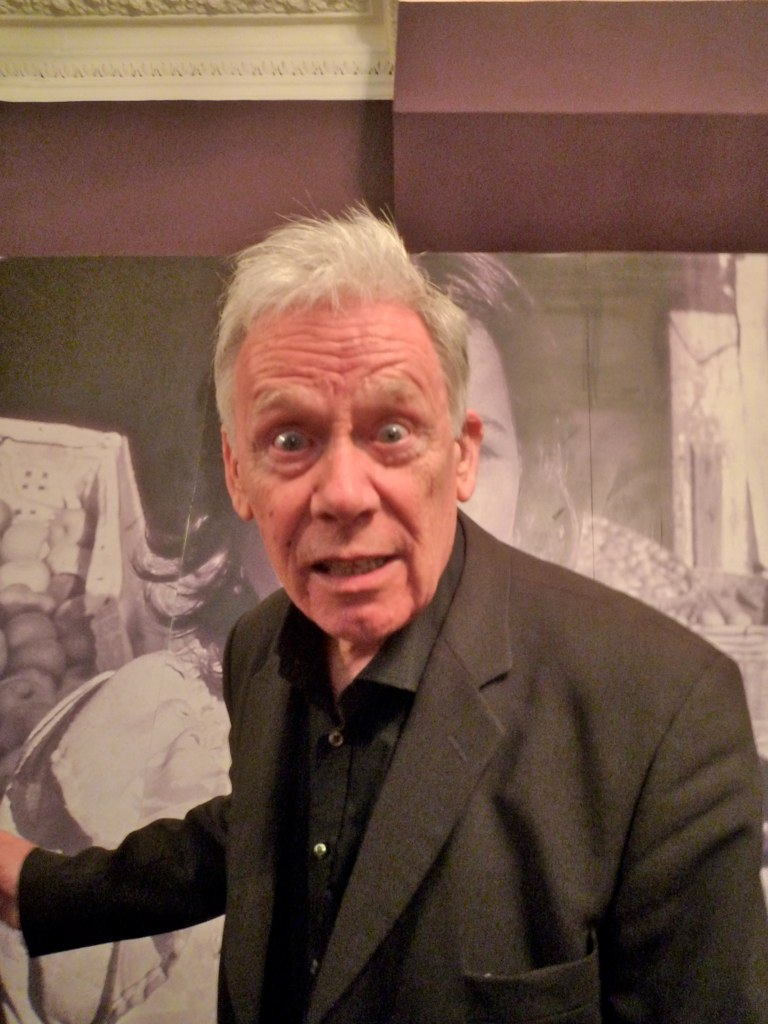
Herbie Flowers in 2013

Brian Keith “Herbie” Flowers (Isleworth (Londen), 19 mei 1938 – 5 september 2024) was een Brits musicus. Hij speelde in diverse muziekgroepen, maar deed ook studiowerk; hij bespeelde basgitaar, contrabas en tuba; dat laatste zorgde nogal eens voor lachwekkende situaties tijdens de concerten van Sky.
Zijn loopbaan begon eigenlijk bij Blue Mink, met wie hij albums en singles opnam, waaronder de wereldhit Melting Pot. Daarnaast speelde hij in CCS en T. Rex. Bekender werk van hem zijn Lou Reeds Walk on the Wild Side; David Bowies Space Oddity en Harry Nilssons Jump into the Fire. Hij trad op met Elton John, maar speelde ook mee met Serge Gainsbourg, Jeff Wayne (Jeff Wayne's Musical Version of The War of the Worlds) en Camel (Nude). In 1979 speelde hij in The Daisies in een voorselectie voor het Eurovisiesongfestival. Serieuzer was zijn werk met Sky, een band van de klassiek spelende John Williams, waarin ook een paukenist van een van de Londense orkesten speelde: Tristan Fry.
Sky stierf een zachte dood; er was op een gegeven moment geen belangstelling meer voor die band, die een mengeling van progressieve rock en klassieke muziek speelde. De band vertilde zich hevig aan de muziek van Wolfgang Amadeus Mozart. Na deze band speelde Flowers hier en daar mee, ook binnen de jazzmuziek en gaf bijvoorbeeld ook lessen aan kinderen. In 2006 ging hij op tournee met Jeff Wayne en staat dus ook geregistreerd op de dvd, die van de concerten is uitgegeven. In 2009 startte hij een eigen koor Shoreham Singers by the Sea, dat anno 2010 bestaat uit 200 leden.
Flowers overleed op 5 september 2024 op 86-jarige leeftijd.
- Bibsys: 43567
- Bibliothèque nationale de France: cb155370946 (data)
- Gemeinsame Normdatei: 134374754
- International Standard Name Identifier: 0000 0000 7848 4560
- Library of Congress Control Number: n97122782
- MusicBrainz: 92282ff6-5750-41a7-8427-f38f1b863b1a
- Nationale Bibliotheek van Tsjechië: xx0078865
- Nationale bibliotheek van Australië: 61539164
- Système universitaire de documentation: 160197805
- Virtual International Authority File: 85819621
- WorldCat: E39PBJcwyGhybj7Xy8MMCpdYT3